# یوبیلا
یوبیلا (به لاتین: Ubilla) یک زیستگاه انسانی در جمهوری دومینیکن است که در استان بائوروکو واقع شده‌است.

## خصوصیات
یوبیلا ۲٬۱۷۸ نفر جمعیت دارد.